# Клип за 10 лямов
«Клип за 10 лямов» (стил. под маюскул) — сингл российского рэп-исполнителя Моргенштерна, выпущенный 28 ноября 2020 года на лейбле Zhara Music.

## История
После удачной премьеры клипа «Весёлая песня» Моргенштерн анонсировал клип «за 10 миллионов».
27 ноября 2020 года Моргенштерн прилетел в Екатеринбург для выступления на корпоративе в «Сима-ленд». Оттуда он опубликовал Инстаграм-сторис, в которой анонсировал выход клипа в полночь на следующий день после его выступления.
В 2021 году ФАС завела дело на Моргенштерна и «Альфа-Банк» из-за «Клипа за 10 лямов». Службу возмутил ряд факторов: в клипе рэпер употребляет алкогольные напитки и предлагает подросткам обратиться к родителям за помощью в оформлении банковской карты, несоответствующий реальному внешнему вида сотрудников банка «вызывающий» и «непристойный» образ девушек из-за рубашек с вырезом, через который имеется возможность увидеть их нижнее бельё, проведение банковской карты Моргенштерном между грудей одной из девушек и показ среднего пальца.

## Видеоклип
Релиз видеоклипа на трек, являющийся рекламным роликом, состоялся 28 ноября 2020 года на официальном YouTube-канале Моргенштерна, в день выхода сингла. В начале видео исполнитель заходит в отделение «Альфа-банка», где ему дают чемодан, содержащий в себе 10 миллионов рублей, и предлагают сделать «лучший клип для лучшего банка страны». Затем Моргенштерн вместе с девушками начинает танцевать на столе и разбрасывать деньги по отделению. После этого рэпер говорит, что ему неудобно за такое брать 10 миллионов рублей и решает три из них разыграть. Для участия в розыгрыше нужно было оформить бесплатную карту банка по специальной ссылке и сделать с неё любую покупку. Оператором клипа стал музыкальный продюсер и видеоблогер Slava Marlow, ранее сотрудничавший с Моргенштерном.
Алексей Валерьевич Гиязов, директор по маркетингу и коммуникациям «Альфа-банка», отвечая на негативные отзывы о данной рекламе, сказал, что «не сделать с Моргенштерном совместный проект — это „профессиональное преступление“», отметив при этом, что компания не использует образ рэпера в рекламе ТВ и «наружке» и призвал всех воспринять данную публикацию «с иронией».
14 декабря 2020 года было опубликовано видео, в котором показано, как снимался «Клип за 10 лямов».

## Отзывы
На российском хип-хоп-портале Rap.ru мелодию песни назвали «незамысловатой», а куплет — «абсурдным».

## Чарты
| Чарт (2020)          | Высшая позиция |
| -------------------- | -------------- |
| Россия (Apple Music) | 478            |